# B L A Z E
B L A Z E és una banda britànica de heavy metal formada l'any 2000 per Blaze Bayley, l'ex vocalista de Wolfsbane i Iron Maiden. La banda ha publicat tres àlbums d'estudi i dos en directe.

## Història
B L A Z E va ser format l'any 2000, just després de la sortida de Blaze Bayley d'Iron Maiden. Bayley va aconseguir que s'unissin quatre joves músics britànics: Rob Naylor, Jeff Singer, Steve Wray i John Slater. La banda va publicar 3 àlbums amb aquests components i van actuar en molts petits pubs com a estrelles principals, però també en grans concerts com a teloners de les bandes de power metal Helloween i Savatage. Els àlbums publicats feien un l'ullet al passat de Bayley, però al mateix temps tenien un esmolall de heavy metal modern.
Després d'enregistrar As Live As It Gets, el primer àlbum en directe de la banda, Jeff Singer va anunciar que abandonaria el grup. Tres mesos més tard, Rob Naylor va continuar el mateix camí. Els músics freelancers Phil Greenhouse a la bateria i Wayne Banks al baix van ser afegits temporalment a la banda per continuar amb la gira fins que es trobessin nous membres permanents.
Al final de l'any 2003 van començar a compondre per al seu tercer àlbum d'estudi, Blood and Belief. Phil Greenhouse va ser reemplaçat per Jason Bowld.
Van començar la gira del nou àlbum però John Slater no va poder tocar en la majoria dels concerts. Encara que [ell | {ell; el} mateix] havia tornat a B L A Z E en aquest mateix any, es va retirar al setembre junt amb Steve Wray per formar la seva pròpia banda: "Rise to Addiction".
Ara sense cap més membre original més que el mateix Blaze Bayley, i encara en recerca d'una alineació estable de músics, la banda va ser forçada a tornar a començar. B L A Z E va actuar en diversos concerts al llarg de 2004 i 2005, ara compost per Olivier Palotai, Luca Princiotta, Nick Douglas i Dani Loeble. Els dos guitarristes van aconseguir de consagrar-se finalment com a membres permanents i compositor és de cançons. Malgrat la marxa de Dani Doeble per a Helloween i Nick Douglas per a Doro, van aconseguir de reclutar a Daniel Schild i Christian Ammann, un duet alemany desconegut.

## Membres actuals
- Blaze Bayley - Cantant
- Olivier Palotai - Guitarrista
- Luca Princiotta - Guitarrista
- Christian Ammann - Baixista
- Daniel Shild - Bateria

## Membres previs
- Jeff Singer - bateria (va deixar la banda al gener del 2003)
- Rob Naylor - baixista (fins a abril del 2003)
- John Slater - guitarrista (fins a setembre del 2004)
- Steve Wray - guitarrista (també fins a setembre del 2004)

## Membres temporals contractats
- Phil Greenhouse - bateria (en la gira As Live As It Gets)
- Jason Bowld - bateria (en la gravació de Blood and Belief)
- Dani Loeble - bateria (en directe)
- Wayne Banks - baixista (en la gravació de Blood and Belief i la consegüent gira)
- Nick Douglas - baixista (en directe)

## Discografia

### Àlbums d'estudi
- Silicon Messiah (2000)
- Tenth Dimension (2002)
- Blood and Belief (2004)
- The Man Who Would Not Die (2008)

### Àlbums en directe
- As Live As It Gets (2003)
- Alive In Poland (2007)